# Hakea persiehana
Hakea persiehana är en tvåhjärtbladig växtart som beskrevs av F. Müll.. Hakea persiehana ingår i släktet Hakea och familjen Proteaceae. Inga underarter finns listade i Catalogue of Life.